# Sibila da Normandia
Sibila da Normandia (em francês: Sibylle de Normandie; Domfront, 1092 — Kenmore, 12/13 de julho de 1122) foi rainha consorte da Escócia como esposa de Alexandre I. Ela era a filha ilegítima do rei Henrique I de Inglaterra com sua amante Sibila Corbet de Alcester, esposa de Herbeto FitzHebert.

## Família
Seu meio irmão era Guilherme Adelino, cuja morte no naufrágio do Barco Branco, levou a Inglaterra à A Anarquia. Era a neta de Guilherme, o Conquistador e Matilde de Flandres.

## Biografia
Por volta de 1107, ela se casou com o rei Alexandre I da Escócia, porém, eles não tiveram filhos. De acordo com o historiador Guilherme de Malmesbury, "havia algum defeito no jeito da dama e em sua elegância como pessoa", aparentemente denotando retardamento mental.
Ela morreu por motivos desconhecidos em 12 ou 13 de julho de 1122 em Kenmore e foi enterrada na Abadia de Dunfermline. O rei não mais se casou e fundou um priorado na ilha em sua memória.